# Mehboob Khan
Pour les articles homonymes, voir Khan (homonymie).
Mehboob Khan est un réalisateur, producteur, scénariste et acteur indien né en 1907 à Bilimora (Inde), mort le 28 mai 1964 à Bombay (Inde).

## Filmographie

### comme réalisateur
- 1935 : Judgement of Allah
- 1936 : Manmohan
- 1936 : Deccan Queen
- 1937 : Jagirdar
- 1938 : Watan
- 1938 : Hum Tum Aur Woh
- 1939 : Ek Hi Raasta
- 1940 : Aurat
- 1940 : Alibaba
- 1941 : Bahen
- 1942 : Roti
- 1942 : Huma Gun Anmogaldi
- 1943 : Taqdeer
- 1943 : Najma
- 1945 : Humayun
- 1946 : Anmol Ghadi
- 1947 : Elaan
- 1948 : Anokhi Ada
- 1949 : Andaz
- 1952 : Mangala, fille des Indes (Aan)
- 1954 : Amar
- 1957 : Mother India
- 1959 : A Handful of Grain
- 1962 : Son of India

### comme producteur
- 1945 : Humayun
- 1946 : Anmol Ghadi
- 1948 : Anokhi Ada
- 1952 : Mangala, fille des Indes (Aan)
- 1954 : Amar